# Prorhianus
Prorhianus är ett släkte av skalbaggar. Prorhianus ingår i familjen vivlar.
Kladogram enligt Catalogue of Life:
| Prorhianus | \| \| Prorhianus pallidesignatus \| \| \| \| |
|            | \| \| Prorhianus pallidesignatus \| \| \| \| |
|            | Prorhianus pallidesignatus                   |
|            |                                              |